# بروديموبريم
بروديموبريم Brodimoprim هو مشتق من التريميثوبريم. الزمرة الدوائية مضاد حيوي  من مثبطات الديهيدروفولات.

## التحضير
استبدال مجموعة 4 ميثوكسي في التري ميتوبريم بذرة برومين.

## الآلية
مثبط انتقائي لأنزيم ديهيدروفولات ريدوكتاز.

## الاسم العلمي وفقاً لـ IUPAC
5-[(4- bromo- 3,5- dimethoxyphenyl) methyl] pyrimidine- 2,4- diamine

## الصيغة الكيميائية
C13H15BrN4O2

## الكتلة المولية
339.188 غ/مول